# Burns Bachelors’ Club

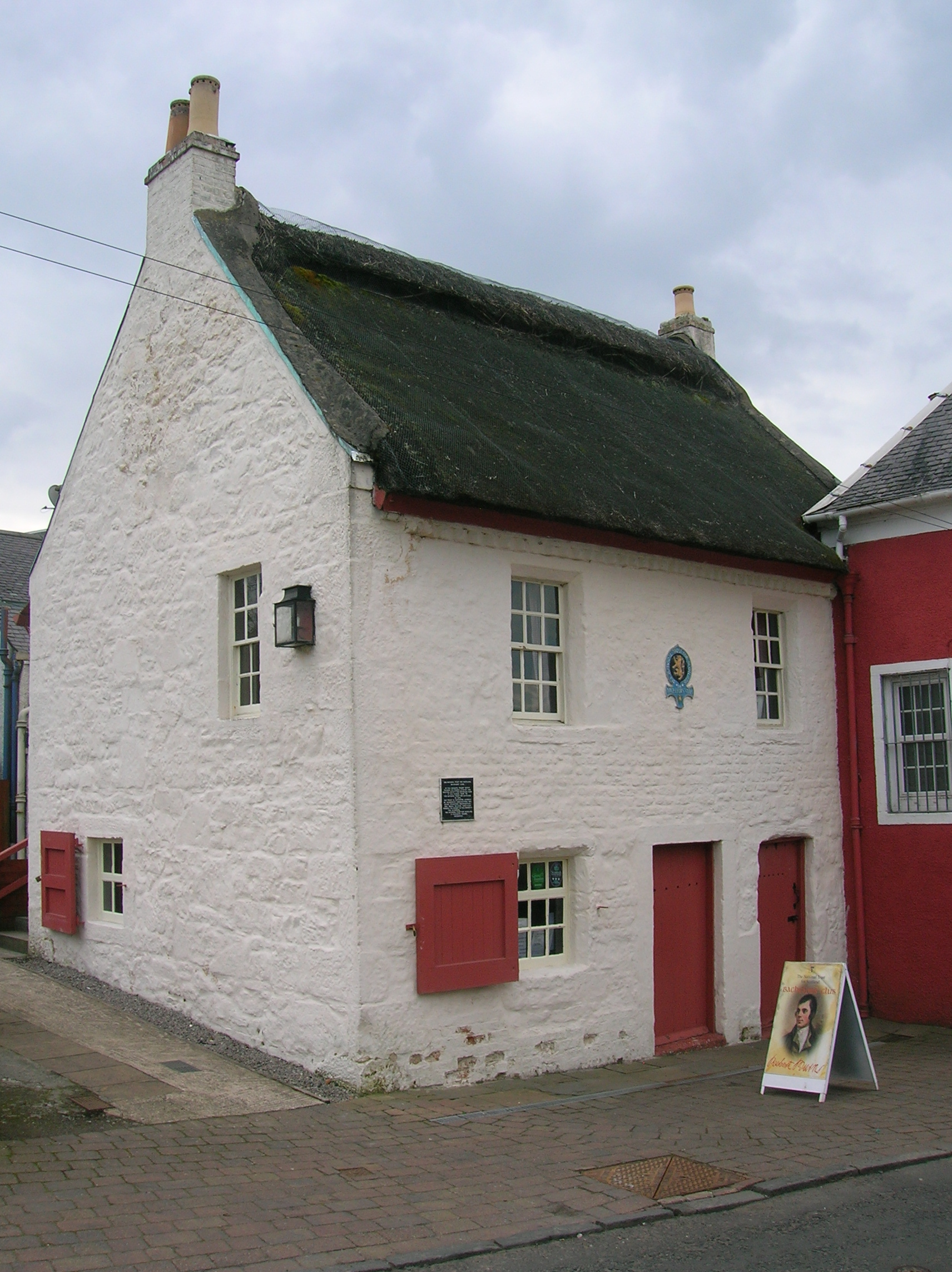
Burns Bachelors’ Club

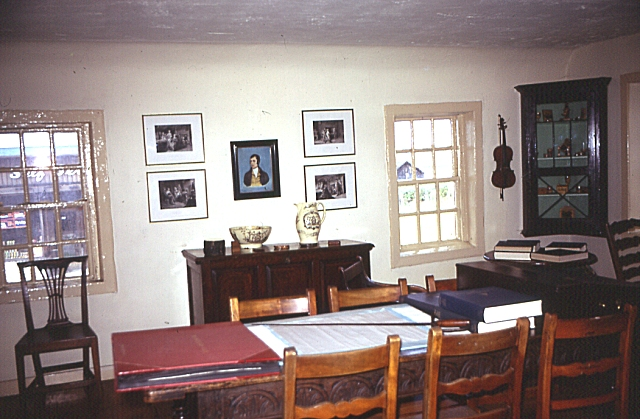
Innenraum

Burns Bachelors’ Club ist ein Cottage in der schottischen Ortschaft Tarbolton in der Council Area South Ayrshire. 1971 wurde das Bauwerk in die schottischen Denkmallisten in der höchsten Denkmalkategorie A aufgenommen.

## Geschichte
Das Gebäude stammt aus dem 17. Jahrhundert. Im Jahre 1780 war der Zimmermann John Richard Eigentümer des Hauses. In diesem Jahr gründete der schottische Dichter Robert Burns zusammen mit sechs weiteren Personen dort einen Debattierclub. Ein Jahr später wurde Burns dort in die Freimaurerei eingeführt. 1938 ging das Gebäude in den Besitz des National Trust for Scotland über. Sie restaurierten es und öffneten es 1951 für den Publikumsverkehr. 1971 wurde das Dach erneuert.

## Beschreibung
Das Bauwerk steht an der Einmündung der Montgomerie Street in die Sandgate Street im Zentrum Tarboltons. An der nordexponierten Frontseite befinden sich rechts und mittig zwei schlichte hölzerne Eingangstüren. Oberhalb der mittleren ist die Plakette des Clubs angebracht. Links ist ein kleines quadratisches Sprossenfenster mit Fensterladen eingelassen. Im Obergeschoss sind zwei Fenster zu finden. An der Gebäuderückseite führt eine außenliegende Treppe in das Obergeschoss. An der Giebelseite sind zwei Fenster verbaut. Das Gebäude schließt mit einem reetgedeckten Satteldach. Von diesem ragen zwei giebelständige Kamine auf.